# Héctor Omar Civilotti
Héctor Omar Civilotti (La Plata, provincia de Buenos Aires, 6 de junio de 1928-La Plata, 15 de marzo de 2017) fue un cantor de tango argentino. Fue uno de los cantores destacados de la década del cuarenta, junto a Francisco Fiorentino, Roberto Rufino o Alberto Marino.

## Biografía
Nació en la ciudad de La Plata (Argentina). Se crio en una familia de cinco hermanos, y desde muy pequeño se inició en el canto gracias a la gran voz de su hermano ocho años mayor. Cuando tenía solo once años ganó un concurso de cantores de tango en una sala nocturna de éxito, a donde le llevaron a escondidas de su padre para que demostrara sus dotes vocales e interpretativas.
Pese a sus inicios exitosos, un declive en su estado de salud le mantuvo fuera de los escenarios durante años. Sin embargo, reanudó su carrera años más tarde.

### Carrera artística
Comenzó su carrera en 1945 con las orquestas de Ricardo Rómulo y Blasi-Orlando en la ciudad de La Plata. Un año después, con tan solo 17 años, debutó en Buenos Aires en la confitería Tango Bar con la orquesta de Pedro Laurenz con la que actuó durante tres años con giras por todo el país.
Fue artista de Radio El Mundo y realizó grabaciones para RCA Víctor, actualmente remasterizados y editados en Japón; luego se incorporó a la orquesta de Carlos Figari con la que se presentó regularmente en Radio Splendid junto a Enrique Dumas.
Como solista emprendió innumerables giras por el sur argentino, Brasil, Uruguay, Chile, y cumplió con destacadas actuaciones en los más reconocidos reductos de música ciudadana de Buenos Aires. Su repertorio abarcaba desde el tango más tradicional, popularizado por Carlos Gardel, hasta los trabajos más contemporáneos, como las composiciones de Eladia Blázquez y Astor Piazzolla.
En 1993 recibió el “Premio Homero Manzi” otorgado por el centro cultural del mismo nombre de La Plata, en reconocimiento por su trayectoria. A partir de allí realizó varias giras por Europa y en 1998 acompañado por el sexteto de Jorge Dragone actuó en Ámsterdam, Utrecht, Zúrich, Berna, Oslo, Basilea, entre otras, asimismo realizó recitales como solista en el pabellón argentino de la Exposición Internacional de Hannover 2000, y en toda la geografía alemana. 
Realizó grabaciones discográficas como artista invitado en Alemania con el conjunto “Los amigos”, y en Argentina con las orquestas de Ricardo Pedevilla, Jorge Dragone, Antonio “Gaucho” Blasi. También grabó cuatro discos, uno de ellos parcialmente en Badalona, en compañía de diferentes músicos; un CD doble titulado “Tangos íntimos” acompañado por el pianista José Scelzi y presentado en la sala Astor Piazzolla del Teatro Argentino de La Plata, presentación que fue retransmitida por radio e Internet en directo. Sus dos últimos trabajos discográficos fueron junto al Cuarteto de la Rivera, músicos titulares de la Orquesta Sinfónica del Teatro Argentino de La Plata.
Asimismo actuó en el Teatro Variedades de Avenida Corrientes, Buenos Aires, encabezando el elenco del musical titulado “Canaro tango Show” durante el mes de octubre de 2006, espectáculo que se repitió en el Gran Hotel Bauen.
En enero del 2007 inició una gira por España, Alemania y Suiza, realizando un trabajo discográfico con la Orquesta Sinfónica Juliá Carbonell de les Terres de Lérida, bajo la dirección del Maestro Alfons Reverté Casas y con arreglos de Alejandro Civilotti. Realizó cinco conciertos en salas como el Auditorio Enric Granados de la ciudad de Lérida, el Teatro de la Pasión de Cervera o el Auditorio Winterthur de Barcelona. Estos últimos trabajos serán editados, junto con otras piezas instrumentales, en un CD titulado “Quasi Tango”, en colaboración con Pablo Mainetti y Alejandro Civilotti.
Murió el 15 de marzo de 2017 en su casa de La Plata.